# Chacarita (Buenos Aires)
Chacarita è un barrio della città di Buenos Aires.
I primi riferimenti storici riguardanti questo quartiere risalgono al 1608, quando governava Hernando Arias de Saavedra. I territori, furono in seguito donati alla Compagnia di Gesù. In questo periodo il barrio è conosciuto con i nomi di "la chacrita" o "Chacarita di scolari". Con questi due nomi saranno in seguiti dati i nomi attuali sia a Chacarita che al barrio Colegiales Nel cimitero del barrio, il più grande di tutta l'Argentina, è ospitata la tomba di Carlos Gardel..

## Sport
La principale società sportiva del quartiere è il Club Atlético Chacarita Juniors che disputa le sue partite interne allo stadio 18 luglio, situato Villa Maipú nel partido di General San Martín, provincia di Buenos Aires.